# Адорация

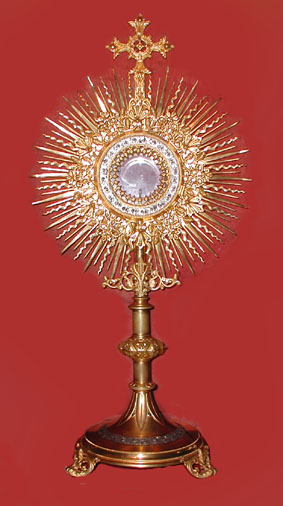
Монстрация, сосуд для выставления Святых Даров в ходе поклонения

Адора́ция (поклонение Святым Дарам) — в Католической церкви разновидность внелитургического почитания Святых Даров, освящённых в ходе Евхаристии. Как правило, имеет форму выставления Святых Даров на алтарь в специальном сосуде — монстранции, варианте дароносицы, и проведения специального богослужения; либо частной молитвы верующих перед выставленными Дарами.
Обряд адорации начинается с выставления Тела Христова в монстрации на алтарь храма, клирики и народ в это время преклоняют колени. Выставление сопровождается специальными песнопениями, посвящёнными Евхаристии — чаще всего в начале адорации поётся O salutaris hostia, а в конце — Tantum ergo. После выставления Даров присутствующие на богослужении молятся либо в безмолвии, либо произнося определённые молитвы. Поклонение Святым Дарам завершается благословением, когда священник благословляет коленопреклонённых верующих дароносицей.
Обряд адорации возник в Западной Европе в начале XIII века. Учительство Церкви в Средние века поощряло поклонение Святым Дарам, как видимый знак веры в реальное пресуществление. Одним из первых исторически засвидетельствованным фактом адорации было поклонение Дарам в 1226 году в Авиньоне, как благодарность Богу за победу над альбигойцами. В 1264 году в литургический календарь Католической церкви был включён праздник Тела и Крови Христовых, центральным элементом которого впоследствии стала процессия с дароносицей вне храма. Данный праздник в значительной мере способствовал развитию внелитургического поклонения Святым Дарам. Повсеместный характер во всей Западной церкви адорации приобрели в XV веке, а в XVI—XVII веках обряд адорации приобрёл более или менее фиксированную форму.

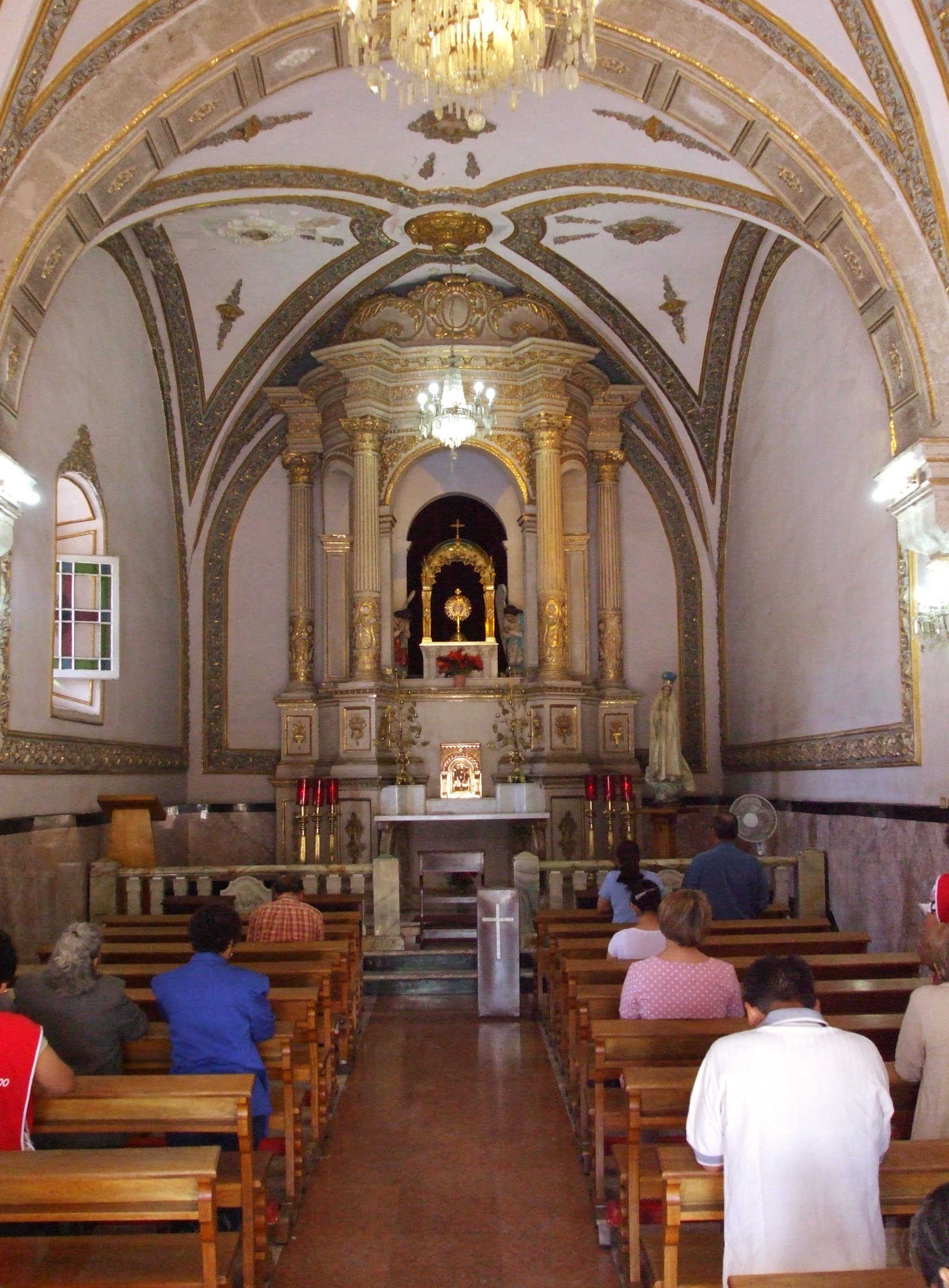
Молитва в часовне непрерывного поклонения

Традиционно адорации совершались отдельно от мессы, примыкая либо к вечерне, либо к различным внелитургическим богослужениям, таким как храмовые литании, Крестный путь и т. д. Особое значение всегда имело поклонение Дарам после Мессы воспоминания Тайной Вечери, совершающейся в Великий четверг, которая завершается переносом дароносицы в боковой придел храма (т. н. «темницу»), символизирующим арест и заключение под стражу Иисуса Христа. После окончания мессы совершается поклонение Святым Дарам перед алтарём этой боковой часовни. Поклонение Святым Дарам также совершается верующими в индивидуальном порядке на всём протяжении дня Великой субботы. В некоторых странах, включая Россию, появилась традиция периодически проводить адорацию непосредственно после мессы, особенно в праздники.
Развитие культа поклонения Христу в евхаристических дарах привело к появлению в Католической церкви особых часовен, именуемых «часовни непрерывного поклонения». Такие часовни могут быть обустроены при церквях, монастырях или в отдельном помещении в здании нецерковного характера. В часовнях непрерывного поклонения никогда не совершается литургия, но Святые Дары выставлены для поклонения круглые сутки.
В 1973 году Конгрегация богослужения и дисциплины таинств выпустила Римский требник, в котором содержится специальный раздел «О святом причащении и культе евхаристической тайны вне мессы», где в числе прочего приведены рекомендации по проведению поклонения Святым Дарам. Указания по проведению поклонения Святым Дарам приведены также в Кодексе канонического права